# Kommissar für Landwirtschaft und ländliche Entwicklung
Der Kommissar für Landwirtschaft und ländliche Entwicklung ist ein Mitglied der Europäischen Kommission. Das Ressort existiert seit 1958, also seit der Gründung der Europäischen Wirtschaftsgemeinschaft. Der Kommissar für Landwirtschaft und ländliche Entwicklung ist für die Generaldirektion Landwirtschaft und ländliche Entwicklung zuständig.

## Bisherige Amtsinhaber
| Kommissar                | Amtszeit  | Staat       | nationale Partei | europäische Partei / politische Richtung |
| ------------------------ | --------- | ----------- | ---------------- | ---------------------------------------- |
| Christophe Hansen        | seit 2024 | Luxemburg   | CSV              | EVP                                      |
| Janusz Wojciechowski     | 2019–2024 | Polen       | PiS              | EKR                                      |
| Phil Hogan               | 2014–2019 | Irland      | Fine Gael        | EVP                                      |
| Dacian Cioloș            | 2010–2014 | Rumänien    | parteilos        | EVP nahestehend                          |
| Mariann Fischer Boel     | 2004–2010 | Dänemark    | Venstre          | ELDR                                     |
| Franz Fischler           | 1995–2004 | Österreich  | ÖVP              | EVP                                      |
| René Steichen            | 1993–1995 | Luxemburg   | CSV              | EVP                                      |
| Ray MacSharry            | 1989–1993 | Irland      | FF               | nationalliberal                          |
| Frans Andriessen         | 1985–1989 | Niederlande | CDA              | EVP                                      |
| Poul Dalsager            | 1981–1985 | Dänemark    | S                | SPE                                      |
| Finn Olav Gundelach      | 1977–1981 | Dänemark    | parteilos        | parteilos                                |
| Pierre Lardinois         | 1973–1977 | Niederlande | KVP              | christdemokratisch                       |
| Carlo Scarascia-Mugnozza | 1972–1973 | Italien     | DC               | christdemokratisch                       |
| Sicco Mansholt           | 1958–1972 | Niederlande | PvdA             | sozialdemokratisch                       |